# 43-й армійський корпус (Третій Рейх)
XXXXIII-й (43-й) армі́йський ко́рпус (нім. XXXXIII. Armeekorps) — армійський корпус Вермахту за часів Другої світової війни.

## Історія
XXXXIII-й армійський корпус був сформований 15 квітня 1940 в Ганновері в 11-му військовому окрузі (нім. Wehrkreis XI).

## Райони бойових дій
- Німеччина (квітень — травень 1940);
- Франція (травень 1940 — січень 1941);
- Генеральна губернія (лютий — червень 1941);
- СРСР (центральний напрямок) (червень 1941 — квітень 1943);
- СРСР (північний напрямок) (квітень 1943 — серпень 1944);
- Курляндський котел (серпень 1944 — лютий 1945);
- Угорщина, Словаччина (лютий — квітень 1945);
- Австрія (квітень — травень 1945).

## Командування

### Командири
- генерал артилерії Герман Ріттер фон Шпек (нім. Hermann Ritter von Speck) (15 квітня — 31 травня 1940);
- генерал-лейтенант Франц Беме (нім. Franz Böhme) (31 травня — 17 червня 1940);
- генерал від інфантерії Готтард Гейнріці (нім. Gotthard Heinrici) (17 червня 1940 — 20 січня 1942);
- генерал-лейтенант Гергард Бертольд (нім. Gerhard Berthold) (20 січня — 1 лютого 1942), ТВО;
- генерал від інфантерії Курт Бреннеке (нім. Kurt Brennecke) (1 лютого — 28 червня 1942);
- генерал від інфантерії Йоахім фон Корцфляйш (нім. Joachim von Kortzfleisch) (28 червня — 15 серпня 1942);
- генерал від інфантерії Курт Бреннеке (15 серпня 1942 — 23 січня 1943);
- генерал від інфантерії Карл фон Офен (нім. Karl von Oven) (23 січня 1943 — 25 березня 1944);
- генерал від інфантерії Еренфрід Беге (нім. Ehrenfried Böge) (25 березня — 3 вересня 1944);
- генерал гірсько-піхотних військ Курт Ферсок (нім. Kurt Versock) (3 вересня 1944 — 20 квітня 1945);
- генерал-лейтенант Артур Кулльмер (нім. Arthur Kullmer) (20 квітня — 8 травня 1945).

## Бойовий склад 43-го армійського корпусу
Формування управління, забезпечення та підтримки
- 133-тє артилерійське командування (Arko 133),
- 443-тє управління корпусного постачання (Korps-Nachschubtruppen 443);
- 443-й корпусний батальйон зв'язку (Korps-Nachrichten-Abteilung 443);
- 443-й топографічний відділ корпусу (Korps-Kartenstelle 443);
- 443-тя фельдпошта (Feldpostamt 443);
- 443-й взвод фельджандармерії (Feldgendarmerie-Trupp 443);
- 443-й козацький батальйон (з 1 серпня по 28 листопада 1943) (Kosaken Bataillon 443).

- 88-ма піхотна дивізія (88. Infanterie-Division);
- 96-та піхотна дивізія (96. Infanterie-Division).

- 88-ма піхотна дивізія;
- 96-та піхотна дивізія;
- 292-га піхотна дивізія (292. Infanterie-Division).

- 57-ма піхотна дивізія (57. Infanterie-Division);
- 170-та піхотна дивізія (170. Infanterie-Division).

- 131-ша піхотна дивізія (131. Infanterie-Division);
- 134-та піхотна дивізія (134. Infanterie-Division);
- 252-га піхотна дивізія (252. Infanterie-Division).

- 134-та піхотна дивізія;
- 260-та піхотна дивізія (260. Infanterie-Division);
- 267-ма піхотна дивізія (267. Infanterie-Division).

- 34-та піхотна дивізія (34. Infanterie-Division);
- 258-ма піхотна дивізія (258. Infanterie-Division).

- 52-га піхотна дивізія (52. Infanterie-Division);
- 131-ша піхотна дивізія.

- 31-ша піхотна дивізія (31. Infanterie-Division);
- 131-ша піхотна дивізія;
- 137-ма піхотна дивізія (137. Infanterie-Division);
- 1/3 52-ї піхотної дивізії;
- поліцейський полк (Polizei-Regiment);
- 4-й полк СС (SS-Regiment 4).

- 31-ша піхотна дивізія;
- 131-ша піхотна дивізія.

- Частини:
  - 31-ї піхотної дивізії;
  - 34-ї піхотної дивізії (34. Infanterie-Division);
  - 131-ї піхотної дивізії;
  - 211-ї піхотної дивізії (211. Infanterie-Division);
  - 10-ї моторизованої дивізії (10. Infanterie-Division (mot.);
  - 286-ї дивізії охорони (286. Sicherungs Division).

- 31-ша піхотна дивізія;
- 137-ма піхотна дивізія (137. Infanterie-Division);
- Частини:
  - 34-ї піхотної дивізії;
  - 201-ї дивізії охорони (201. Sicherungs Division).

- 34-та піхотна дивізія;
- 137-ма піхотна дивізія;
- 263-тя піхотна дивізія (263. Infanterie-Division).

- 20-та панцергренадерська дивізія (20. Panzer-Grenadier-Division);
- 205-та піхотна дивізія (205. Infanterie-Division).

- 83-тя піхотна дивізія (83. Infanterie-Division);
- 205-та піхотна дивізія (205. Infanterie-Division);
- 223-тя піхотна дивізія (223. Infanterie-Division).

- 83-тя піхотна дивізія;
- 205-та піхотна дивізія.

- 83-тя піхотна дивізія;
- 205-та піхотна дивізія;
- 263-тя піхотна дивізія.

- 12-та піхотна дивізія (12. Infanterie-Division);
- 83-тя піхотна дивізія;
- 205-та піхотна дивізія;
- 263-тя піхотна дивізія;
- 15-та гренадерська дивізія СС (1-ша латвійська) (15. Lettische Freiwilligen Division).

- 23-тя піхотна дивізія (23. Infanterie-Division);
- 58-ма піхотна дивізія (58. Infanterie-Division);
- 69-та піхотна дивізія (69. Infanterie-Division);
- 83-тя піхотна дивізія;
- 122-га піхотна дивізія (122. Infanterie-Division);
- 205-та піхотна дивізія;
- 263-тя піхотна дивізія.

- 205-та піхотна дивізія;
- 263-тя піхотна дивізія;
- Бойові штурмові групи:
  - 69-ї піхотної дивізії;
  - 23-ї піхотної дивізії.

- 11-та піхотна дивізія (11. Infanterie-Division);
- 61-ша піхотна дивізія (61. Infanterie-Division);
- 170-та піхотна дивізія;
- 227-ма піхотна дивізія (227. Infanterie-Division);
- Панцергренадерська дивізія «Фельдхернхалле» (Panzer-Grenadier-Division Feldherrnhalle).

- 61-ша піхотна дивізія;
- 122-га піхотна дивізія;
- 170-та піхотна дивізія;
- 227-ма піхотна дивізія;
- Панцергренадерська дивізія «Фельдхернхалле».

- 61-ша піхотна дивізія;
- 122-га піхотна дивізія;
- 170-та піхотна дивізія.

- 58-ма піхотна дивізія;
- 205-та піхотна дивізія (205. Infanterie-Division);
- 225-та піхотна дивізія (225. Infanterie-Division);
- 389-та піхотна дивізія (389. Infanterie-Division).

- 58-ма піхотна дивізія;
- 225-та піхотна дивізія;
- 389-та піхотна дивізія.

- 201-ша дивізія охорони (201. Sicherungs-Division);
- 207-ма дивізія охорони (207. Sicherungs-Division);
- 218-та піхотна дивізія (218. Infanterie-Division).